# Wire (програмне забезпечення)
Wire — це месенджер для миттєвого обміну інформацією через наскрізне шифрування, створений компанією Wire Swiss для iOS, Android, OS X, Windows, GNU/Linux. Wire пропонує три різновиди власної продукції: Wire Pro — для спільного обміну інформацією між бізнесом; Wire Enterprise — має ті самі можливості, що й Wire Pro, але з додатковими функціями для великих організацій; Wire Red — «безпечний спосіб спілкування в умовах кризи».
У Wire, як і в багатьох інших месенджерах, користувачі можуть обмінюватися текстовими повідомленнями, картинками, музикою і відео, також дзвонити один одному по VoIP — в тому числі й в групах. Виробник намагається відрізнятися від інших месенджерів тим, що представляє зміст повідомлень максимально просто, без пояснень, і має більший захист даних, ніж інші месенджери. При цьому Wire (клієнт і сервер), за словами виробника, має повністю відкритий код продукту. Wire доступний у вигляді додатку для мобільних пристроїв і настільних комп'ютерів або може використовуватися через веббраузер; для реєстрації не потрібен номер телефону, користувач може також зареєструватися за допомогою адреси електронної пошти.

## Історія
Компанія, яка створила Wire — Wire Swiss GmbH- була заснована під назвою Zeta Project Swiss GmbH. Спершу акціонером компанії Wire Swiss GmbH був Zeta Project Inc, розташована в Довері (штат Делавер), але з плином часу компанія була поглинута Wire Group Holdings Inc, що також була розташована в Довері. Нині Wire Swiss GmbH є дочірньою компанією Wire Group Holdings GmbH з штаб-квартирою в Мюнхені.
Wire Swiss GmbH базується в Швейцарії й веде технічну розробку власного месенджера в Берліні. За словами компанії, вони використовують сервера Amazon (AWS), розташовані в ЄС. Компанія складається з минулих співробітників Apple, Skype, Nokia и Microsoft. Янус Фріс — співзасновник Skype — є одним із спонсорів через компанію Iconica.
Wire Swiss GmbH випустила додаток Wire 3 грудня 2014-того року. Згодом в червні 2015-того компанія додала функцію групових дзвінків. З моменту випуску й до березня 2016-того року повідомлення в Wire шифрувалися тільки між клієнтом і сервером компанії. Того ж року компанія додала наскрізне шифрування трафіку повідомлень, а надто функцію відеодзвінків. У липні 2016 Wire Swiss GmbH опублікувала програмний код клієнтського додатка Wire.

## Можливості
Wire пропонує наскрізне шифрування повідомлень, обмін файлами, відео і голосові дзвінки, а також гостьові кімнати для зовнішнього спілкування.
Додаток дозволяє здійснювати групові дзвінки з кількістю учасників до двадцяти п'яти осіб, а відеоконференції підтримують до 12 осіб. Функція стерео розміщує учасників в «віртуальному просторі», щоб користувачі могли розрізняти спрямованість голосу. Додаток адаптується до різних умов мережі.
Додаток підтримує обмін анімованими GIF- файлами розміром до 5 МБ завдяки інтеграції з Giphy. Версії для iOS і Android також включають функцію ескізів, яка дозволяє користувачам малювати ескіз в розмові або поверх фотографії.
Wire доступний на смартфонах, комп'ютерах і в Інтернеті. Вебсервіс називається Wire for Web. Активність Wire синхронізується в iOS, Android і вебзастосунках. Версія для настільних комп'ютерів підтримує спільне використання екрану. Технологічне рішення Wire може бути розгорнуте як в хмарі, так і в приватній хмарі або локально.
Однією з останніх функцій, впроваджених Wire, є можливість безпечної зовнішньої взаємодії під назвою «гостьова кімната». Функція безпечних гостьових кімнат Wire поширює наскрізне шифрування на розмови із зовнішніми сторонами, не вимагаючи від них реєстрації або навіть завантаження чого-небудь.
Wire також включає функцію ефемерного обміну повідомленнями у бесідах 1: 1 і групових бесідах.

## Безпека
У Wire використовують технології власної розробки для передачі даних, голосових та відеодзвінків. Крім того, комунікація шифрується наступним чином:
- Голосові дзвінки Wire шифруються безкоштовним алгоритмом Opus за допомогою DTLS й SRTP[23]. Відеодзвінки шифруються за допомогою RTP і передаються з кодеком WebRTC[24]. Для метаданих вони шифруються між клієнтом й попередньо аутентифікуються.
- Повідомлення, мультимедіа й файли шифруються по протоколу Proteus,[25] що додає додатковий рівень безпеки. Між іншим, протокол був написаний на Rust [26] і адаптований з оригінального Double Ratchet[14]. Криптообмін здійснюється за протоколом Діффі-Геллмана, а ключем є Curve25519.

В кінці 2016 року Університет Ватерлоо, відомий своїми роботами в області криптографії, провів перший огляд безпеки Wire. У січні 2017 року користувач, який назвався «дослідником», повідомив про нестачу в одному з компонентів для перевірки контактів. У лютому того ж року фірми Kudelski Security і X41 D-Sec провели аудит, не знайшовши серйозних недоліків в Proteus. Дослідник Катріель Кон-Гордон, яка очолювала огляд, похвалила прозорість звіту.

## Відзнаки
У липні 2019 року компанія Wire отримала нагороду Capterra «Краща простота використання», в категорії програмного забезпечення для командного спілкування за використання B2B. Пізніше, в жовтні того ж року, компанія Wire була нагороджена Cybersecurity Breakthrough Awards  як перше в історії рішення року в області безпечних комунікацій. У лютому 2020 року Wire отримала нагороду Cybersecurity Excellence Awards  в наступних категоріях: компанія з найшвидшим розвитком в області кібербезпеки, кращий стартап (ЄС), безпеку з відкритим первинним кодом, шифрування і безпеку з нульовою довірою.  Одночасно журнал Cyber Defense Magazine  оголосив Wire найкращою системою безпеки обміну повідомленнями в спеціальному випуску RSA 2020 для Cyber Defense Awards.